# Zawa...Zawa...Za..Zawa......Zawa
Zawa...Zawa...Za..Zawa......Zawa è un singolo del gruppo musicale giapponese Maximum the Hormone, il primo estratto dal quarto album in studio Bu-ikikaesu e pubblicato il 16 novembre 2005.
Il titolo del singolo deriva da un'onomatopea giapponese che sta per "borbottare" a "disagio" o "buzz", frequentemente usato dall'autore di Akagi, Nobuyuki Fukumoto.
La prima canzone, What's Up, People?! è stata utilizzata come seconda sigla di apertura nell'anime Death Note (dal 20º al 37º episodio) mentre Akagi fu utilizzata nel finale dell'omonimo anime.

## Tracce
1. What's Up, People?! – 4:13
2. Akagi – 2:16
3. Black ¥ Power G-men Spy – 2:27
4. Minagoroshi no Melody (Cover) – 1:47 – originariamente interpretata dai The Blue Hearts
5. Akagi (Yoshi! Version) – 0:34 – traccia fantasma

## Formazione
- Daisuke-han – voce
- Maximum the Ryo-kun – voce, chitarra
- Ue-chan – basso
- Nawo – batteria, voce